# 크리터스
크리터스(Critters)는 미국에서 제작된 스티븐 헤렉 감독의 1986년 액션, 코미디, 공포, SF 영화이다. 디 월리스 등이 주연으로 출연하였고 루퍼트 하비 등이 제작에 참여하였다.

## 출연

### 주연
- 디 월리스
- M. 에멧 월쉬
- 빌리 그린 부쉬
- 스콧 그림즈
- 나딘 반 더 벨드
- 돈 케이스 오퍼
- 테렌스 만

### 조연
- 린 샤예
- 빌리 제인
- 에단 필립스

## 제작진
- 각색: 돈 케이스 오퍼
- 미술: 그레그 폰세카
- 세트: 앤 H. 아렌스